# هوبير لاكروا
هوبير لاكروا هو محامي كندي، ولد في 13 يوليو 1955 في مونتريال في كندا.